# The Good, the Bad & the Queen
The Good, the Bad & the Queen sono stati un gruppo musicale, spesso indicato come supergruppo britannico di indie rock,  formato da Damon Albarn dei Blur e Gorillaz, Paul Simonon ex The Clash, Simon Tong ex The Verve e Tony Allen ex membro storico della band di Fela Kuti.
Dal 2006 al 2019, anno dello scioglimento, la band ha pubblicato solo due dischi. Prima della pubblicazione del loro lavoro d'esordio (The Good, the Bad & the Queen) hanno iniziato a suonare concerti di prova, svelando il loro album completo lungo una serie di serate culminate nel concerto alla Camden's Roundhouse di Londra, poco prima dell'uscita del loro singolo di debutto: Herculean.

## Formazione
- Damon Albarn: voce, tastiere, sintetizzatore
- Paul Simonon: Basso
- Simon Tong: Chitarra
- Tony Allen: Batteria

## Discografia

### Album in studio
- 2007 - The Good, the Bad & the Queen (Parlophone, Honest Jon's, EMI,)
- 2018 - Merrie Land (Studio 13)